# 카이저 너클
《카이저 너클》은 타이토가 제작한 1994년 아케이드 대전 격투 게임이다. 자사의 아케이드 기판 타이토 F3 시스템으로 개발됐으며 캡콤의 《스트리트 파이터 II》 열풍에 영향받아 발매됐다. 일부 서양 지역에선 《글로벌 챔피언》이라는 제목으로 출시됐다.
6버튼을 사용하고 3판2선승제로 운영되는 전형적인 격투 게임플레이 시스템을 채용했다. 플레이어는 공격에 성공할 때마다 차는 크러시 미터를 소모하는 특수공격 파워 존을 활용할 수 있다.
1994년 말에 개선판 《단쿠가》가 제작됐으나 시험판에 그쳐 당시엔 출시되지 않았으며, 2022년에 출시된 전용 콘솔 타이토 에그레트 II 미니에 수록됐다.

## 반응
일본 잡지 〈게임 머신〉 1994년 10월 15일자에서 당월의 12번째로 성공적인 아케이드 게임으로 선정했다.

## 참조

### 주해
1. ↑  영어: Kaiser Knuckle, 일본어: カイザーナックル
2. ↑  영어: Global Champion